# Allergietest
Een allergietest is een medische testprocedure om vast te stellen op welke stof iemand allergisch reageert. Afhankelijk van het type allergie dat vermoed wordt zijn er verschillende methodes (bloedtesten of huidtesten).
- Type 1-allergie
  - Aantonen van IgE in het bloed door middel van een (niet-specifieke) Phadiatop-test (Pharmacia differential atopy). Bij een positieve uitslag kan een test met RAST volgen.
  - Aantonen van IgE in het bloed specifiek tegen allergenen of een mengsel van allergenen door middel van een RAST (radioallergosorbent-test) of ELISA. Tegenwoordig ook via immunochromatografische testen in bloed. Deze testen zijn ook verkrijgbaar via apotheek, drogist of online.
  - Priktest of intracutane allergietest (ICAT) wordt door middel van prikjes de verdachte stof net in de opperhuid aangebracht.
  - Een eliminatiedieet kan gebruikt worden om indruk te krijgen of een allergeen van invloed heeft, vooral als een provocatie de klachten doet verergeren. De test is niet zeer betrouwbaar, omdat de patiënt weet wanneer er iets weggelaten wordt.
  - Provocatietest. Een dubbelblinde provocatietest is de gouden standaard voor het vaststellen van voedselallergie. De ene dag worden voedingswaren met de stof gegeven, de andere dag zonder, en reacties worden genoteerd.

- Type 4-allergie
  - Plakproef: de stof wordt gedurende 48 uur op de huid aangebracht, en 24 uur later wordt beoordeeld of een huidreactie aanwezig is.
  - Lymfocytentransformatietest (experimenteel): er wordt onderzocht of de aanwezigheid van de verdachte stof de T-cellen activeert.
  - De mantouxtest test de afweerreactie op mycobacterien door een beetje tuberculine-eiwit in de huid te spuiten, en is te beschouwen als een allergietest.